# Combat de Savenay
Chouannerie
Batailles
- 1er Vannes
- Fouesnant
- Scrignac
- Lannion
- Pontrieux
- Bourgneuf-la-Forêt
- Plumelec
- Savenay
- Loiré
- Ancenis
- 2e Vannes
- Pluméliau
- Pontivy
- 1er La Roche-Bernard
- 1er Rochefort-en-Terre
- Pacé
- Guérande
- Fleurigné
- Fougères
- Vitré
- Mané-Corohan
- Plabennec
- Saint-Pol-de-Léon
- Kerguidu
- Lamballe
- Saint-Perreux
- 2e Rochefort-en-Terre
- 2e La Roche-Bernard

Le combat de Savenay se déroula à la suite d'une révolte paysanne contre la levée en masse lors de la Pré-Chouannerie.

## Le combat
Révoltés contre la levée en masse, les paysans du pays de Pontchâteau, menés par René Guiheneuf, marchent sur Savenay, drapeaux blancs en tête. 
Le 12 mars 1793, 300 à 400 paysans se rassemblent sur une lande, à deux kilomètres de la ville. Les autorités de Savenay envoient des négociateurs et la gendarmerie. Mais dès qu'ils paraissent, les paysans ouvrent le feu et tuent quatre gendarmes. Les autres prennent la fuite et les parlementaires sont faits prisonniers.
Le rassemblement grossit et bientôt 5 000 paysans se lancent à l'assaut de la petite ville, mettent en fuite la Garde nationale. Les patriotes sont arrêtés, certains molestés, le prêtre constitutionnel, un administrateur et deux douaniers sont lynchés à mort.
Vainqueurs, les insurgés vont ensuite chercher trois prêtres réfractaires qui se cachaient dans les environs afin de procéder à une messe en l'honneur de la victoire. Les prêtres bénissent les armes et les drapeaux, puis célèbrent la messe. L'un d'entre eux, l'abbé Crau, se rend avec huit hommes armés à la maison communale où les administrateurs républicains sont retenus prisonniers. Ceux-ci sont ramenés dans l'église où l'abbé Crau demande la grâce des prisonniers, aucun paysan ne s'y oppose.
Le général Jean-Michel Beysser reprend la ville le 1er avril : selon son récit, 65 patriotes qui y étaient prisonniers sont délivrés à l'exception de 12 qui avaient été massacrés trois jours plus tôt.